# ジェイムズ・リンジー (第24代クロフォード伯爵)
第24代クロフォード伯爵ジェイムズ・リンジー（英語: James Lindsay, 24th Earl of Crawford、1783年4月23日 – 1869年12月15日）は、スコットランド貴族、トーリー党所属の政治家。

## 生涯
第6代バルカレス伯爵アレグザンダー・リンジーとエリザベス・ダルリンプル（Elizabeth Dalrymple、1759年7月5日 – 1816年8月10日、チャールズ・ダルリンプルの娘）の息子として、1783年4月23日にバルカレスで生まれ、同年6月16日にキニャカーで洗礼を受けた。
1795年に中尉として第83歩兵連隊に入隊、1796年に大尉に昇進、1797年に第20軽竜騎兵連隊に転じた。書類上では1795年に陸軍に入隊したが、これはあくまでも名目上であり、また第20軽竜騎兵連隊は1797年時点ではジャマイカに駐留していたが、リンジーが実際にジャマイカに向かったかは不明である。1801年には叔母エリザベスの夫でアイルランド総督の第3代ハードウィック伯爵フィリップ・ヨークの助力により、ハードウィック伯爵の副官という官職にありつけた。その後、1803年12月に少佐に昇進したのち1804年末に軍務から引退した。
軍務から引退した後、ウィガン選挙区からの出馬を目指した。父が現職議員ジョン・ホドソンと初代準男爵サー・ロバート・ホルト・リーと友好な関係を維持したため、1820年イギリス総選挙でホドソンとリーが引退を表明すると、リンジーはホドソンの甥とともに立候補して庶民院議員に当選した。議会では出席率が低かったが、出席したときは首相リヴァプール伯爵を支持した。
1825年3月27日に父が死去すると、バルカレス伯爵位を継承した。1826年7月5日、連合王国貴族であるランカシャーにおけるヘイグ・ホールのウィガン男爵に叙された。爵位継承以降、国政に関わることはほとんどなかったが、心情としてはウェリントン公爵やサー・ロバート・ピール率いる保守党を支持した。1832年の第1回選挙法改正によりウィガン選挙区で掌握していた議席を失ったが、1845年に息子ジェイムズが同選挙区で当選して影響力を取り戻している。ヘイグの石炭鉱業と製鉄業の発展に精力的に関わり、1865年にはクロフォード伯爵の所有する炭鉱が毎年100万トン以上の石炭を産出するに至った。
クロフォード伯爵とリンジー卿位の継承を主張して、1848年8月11日に貴族院により承認された。1853年には第5代クロフォード伯爵デイヴィッド・リンジーが叙されていたモントローズ公爵位（第1期）の継承も主張したが、こちらは失敗に終わった。
1869年12月15日にダネクトで死去、ウィガンの諸聖人教会に埋葬された。息子アレグザンダー・ウィリアム・クロフォードが爵位を継承した。

## 家族
1811年11月21日、マリア・フランシス・マーガレット・ペニントン（Maria Frances Margaret Pennington、1783年11月28日洗礼 – 1850年11月16日、初代マンキャスター男爵ジョン・ペニントンの娘）と結婚、4男1女をもうけた。
- アレグザンダー・ウィリアム・クロフォード（1812年 – 1880年） - 第25代クロフォード伯爵
- ジェイムズ（英語版）（1815年 – 1874年） - 庶民院議員。1845年11月16日、サラ・エリザベス・サヴィル（Sarah Elizabeth Savile、1813年9月23日 – 1890年12月16日、第3代メクスバラ伯爵ジョン・サヴィル（英語版）の娘）と結婚、子供あり
- チャールズ・ヒュー（英語版）（1816年 – 1889年） - 庶民院議員。1851年4月24日、エミリア・アン・ブラウン（Emilia Anne Browne、1873年2月15日没、ヘンリー・モンタギュー・ブラウン（英語版）の娘）と結婚、子供あり
- マリア（1818年8月3日 – 1819年4月6日）
- コリン（1819年12月6日 – 1892年1月28日） - 1845年7月29日、フランシス・ハワード（Frances Howard、1897年8月20日没、第4代ウィックロー伯爵ウィリアム・ハワードの娘）と結婚、子供あり。紋章官ウィリアム・アレグザンダー・リンジー（英語版）の父[4]